# Vincennes
Vincennes (en català antic, Vinsanya) és un municipi francès situat al departament de la Vall del Marne i a la regió de l'Illa de França. L'any 2004 tenia 46.600 habitants.
Està dividit entre el cantó de Vincennes i el cantó de Fontenay-sous-Bois, del districte de Nogent-sur-Marne. I des del 2016, forma part de la divisió Paris-Est-Marne et Bois de la Metròpoli del Gran París.

## Personatges il·lustres
- Raynald Colom (1978), trompetista i compositor de jazz.